# Hadesnonne
Die Hadesnonne (Lonchura stygia) ist eine Art aus der Familie der Prachtfinken. Es werden keine Unterarten unterschieden. Die Art wird von der IUCN wegen ihres kleinen Verbreitungsgebietes als in geringem Maße gefährdet (near threatened) eingeordnet.

## Beschreibung
Die Hadesnonne erreicht eine Körperlänge von elf Zentimeter und wiegt zwischen zehn und zwölf Gramm. Die Schwingen der Männchen sind braunschwarz. Die Oberschwanzdecken sind schwarz mit goldgelben Spitzen, die braunschwarzen Schwanzfedern sind gelb gesäumt. Das übrige Gefieder ist glänzend schwarz. Die Augen sind dunkel und der Schnabel ist dunkelgrau.
Weibchen ähneln den Männchen, jedoch ist ihre Körperoberseite braunschwarz und es fehlt der Glanz, der für das Gefieder der Männchen charakteristisch ist.

## Verbreitungsgebiet und Lebensweise

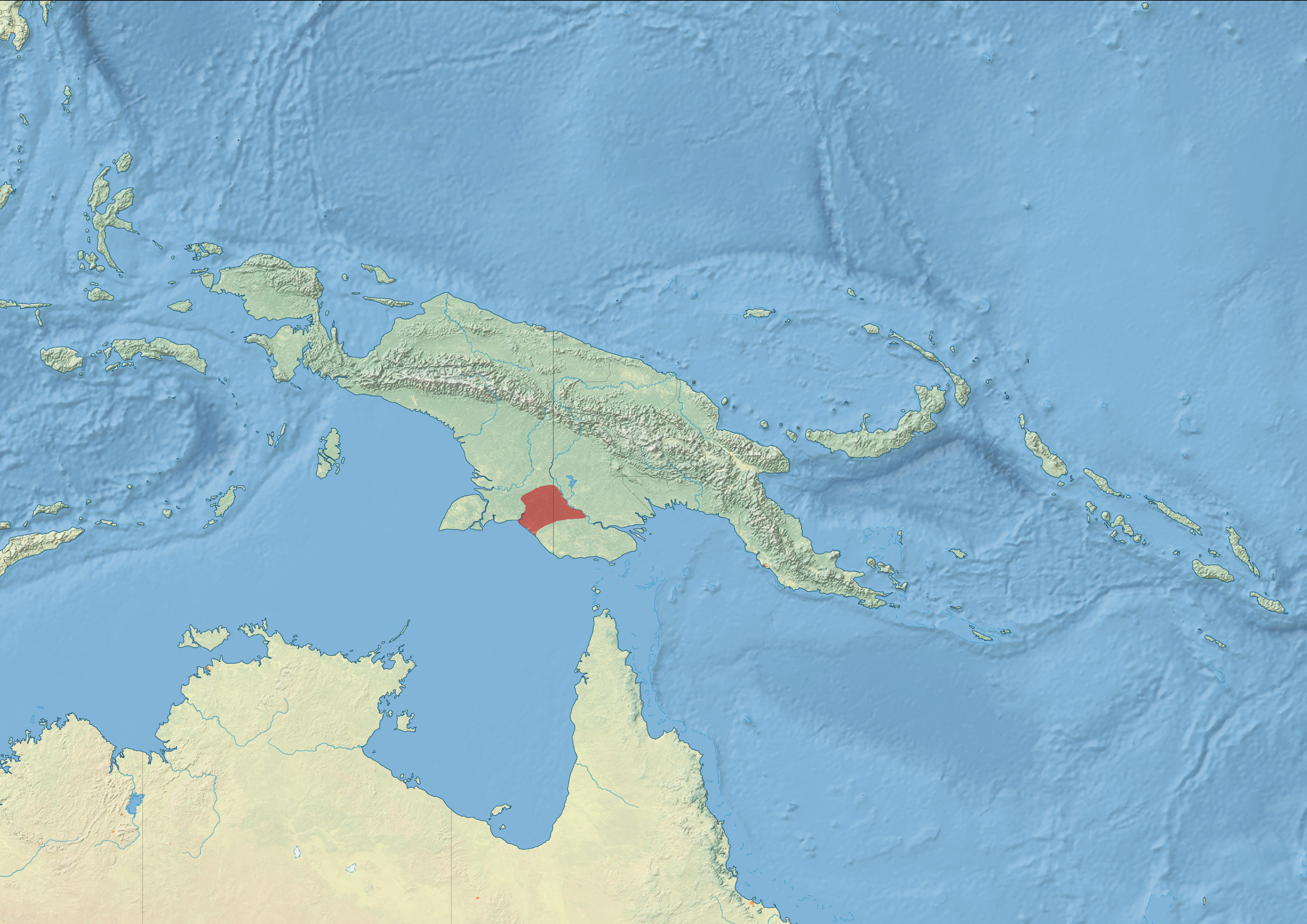
Verbreitungsgebiet

Das Verbreitungsgebiet der Hadesnonne ist extrem klein. Sie kommt nur im Gebiet von Kurik und Merauke im Tiefland von Süd-Neuguinea vor. Die Hadesnonne besiedelt dort die Schilfgebiete und die schwimmenden Grasinseln am mittleren Fly River. Zur Nahrungssuche sucht sie jedoch auch die angrenzenden Savannen sowie die Reisfelder auf. Dort ist sie gelegentlich mit Sonnenastrilden und Weißscheitelnonnen vergesellschaftet. Die Nahrung besteht überwiegend aus halbreifen Sämereien. Wie viele Arten der Bronzemännchen klettert die Hadesnonne sehr geschickt Halme hinauf.
Das Nest befindet sich in dem Gras der schwimmenden Inseln des Fly Rivers. Das Gelege besteht aus vier bis fünf weißen Eiern. Beide Elternvögel beteiligen sich am Brutgeschäft.

## Haltung
Wie viele Prachtfinkenarten, die ihr Verbreitungsgebiet ausschließlich auf Neuguinea haben, ist die Hadesnonne sehr spät erst nach Europa eingeführt wurden. Die ersten Hadesnonnen kamen erst 1981 nach Deutschland. Die Erstzucht gelang im selben Jahr in der Schweiz. Sie wird heute nur in geringer Zahl nachgezüchtet.

## Systematik
Die Hadesnonne gilt als nahe verwandt mit der Weißscheitelnonne. Die beiden Arten kommen im selben Verbreitungsgebiet vor und wegen einer vollständigen Übereinstimmung der Körpermaße sowie des sympatrischen Vorkommens der beiden Arten haben einzelne Autoren diese Art als melanistische Variante der Weißscheitelnonne eingeordnet. Gegen diese Einordnung sprechen jedoch die Unterschiede im Jugendkleid. Die Jungvögel der Hadesnonne haben ein deutlich helleres Gefieder als die der Weißscheitelnonne, was gegen eine Einordnung als melanistische Mutante spricht.

## Belege

### Einzelbelege
1. ↑   Nicolai et al., S. 270
2. ↑   Nicolai et al., S. 269